# Sinapina
La sinapina è un alcaloide che si trova nei semi di alcune specie di piante della famiglia delle Brassicaceae. È stato scoperto nel 1825 dal chimico francese Etienne-Ossian Henry (1798–1873).

## Descrizione
È un estere della colina con l'acido sinapico, che può trovarsi in forma semplice nei semi della senape nera (Brassica nigra) o della senape indiana (Brassica juncea), ovvero sotto forma di glucosinolato (sinalbina) nei semi della senape bianca (Sinapis alba).